# Graneros megye
Graneros egy megye Argentína északnyugati részén, Tucumán tartományban. Székhelye Graneros.

## Népesség
A megye népessége a közelmúltban a következőképpen változott:
| Év   | Lakosság |
| ---- | -------- |
| 2001 | 13 035   |
| 2010 | 13 551   |